# Chmielewo (Białoruś)
Chmielewo (biał. Хмелева, Chmielewa; ros. Хмелево, Chmielewo) – agromiasteczko na Białorusi, w obwodzie brzeskim, w rejonie żabineckim, w sielsowiecie Chmielewo.

## Historia
W XIX i w początkach XX w. położone było w Rosji, w guberni grodzieńskiej, w powiecie brzeskim, w gminie Turna.
W dwudziestoleciu międzywojennym leżało w Polsce, w województwie poleskim, w powiecie brzeskim, w gminie Turna. W 1921 miejscowość liczyła 395 mieszkańców, zamieszkałych w 67 budynkach, w tym 378 Rusinów i 17 Białorusinów. Wszyscy mieszkańcy byli wyznania prawosławnego.
Po II wojnie światowej w granicach Związku Sowieckiego. Od 1991 w niepodległej Białorusi.

## Klasztor
Znajduje tu się prawosławny Klasztor Przemienienia Pańskiego w Chmielewie, erygowany 30 grudnia 1999 przy cerkwi pw. Przemienienia Pańskiego z 1725. W 2000 na jego terenie zbudowano kaplicę pw. Częstochowskiej Ikony Matki Bożej - pierwszą prawosławną świątynię pod tym wezwaniem na Białorusi. Kopia obrazu Matki Boskiej Częstochowskiej posiadana przez chmielewski klasztor pochodzi sprzed XX w. i jest celem pielgrzymek.